# Robin Yalçın
Robin Yalçın, né le 25 janvier 1994 à Deggendorf, est un footballeur allemand d'origine turque, évoluant au poste de milieu défensif à l'Eyüpspor.

## Palmarès

### En équipe nationale
- Allemagne -17 ans
  - Troisième de la Coupe du monde des moins de 17 ans en 2011
    - Finaliste du championnat d'Europe des moins de 17 ans en 2011

## Distinctions personnelles
- VfB Stuttgart
  - Deuxième meilleur joueur allemand dans la catégorie des moins de 17 ans en 2011